# NFL Draft 2006
De NFL Draft is een jaarlijks terugkerend evenement waarin 32 teams uit de Amerikaanse NFL, de nationale American Football League de kans krijgen vers talent dat veelal vanuit de universiteiten afkomt, toe te voegen aan de selectie. De draft duurt 2 dagen en vindt traditiegetrouw plaats achter in de maand april.

## 2006 NFL Draft
Met het selecteren van Mario Williams in de 2006 NFL Draft, gingen de Houston Texans volledig in tegen alle verwachtingen wat betreft de Draft. Reggie Bush, Running Back van de USC Trojans werd getipt als #1 overall pick. Desondanks kozen de Texans voor Defense End Mario Williams.

## First Round
| Pick | Team                 | Pos | Speler                | College        |
| ---- | -------------------- | --- | --------------------- | -------------- |
| #1   | Houston Texans       | DE  | Mario Williams        | NC State       |
| #2   | New Orleans Saints   | RB  | Reggie Bush           | USC            |
| #3   | Tennessee Titans     | QB  | Vince Young           | Texas          |
| #4   | New York Jets        | OT  | D'Brichkshaw Ferguson | Virginia       |
| #5   | Green Bay Packers    | LB  | A.J. Hawk             | Ohio State     |
| #6   | San Francisco 49ers  | TW  | Vernon Davis          | Maryland       |
| #7   | Oakland Raiders      | FS  | Michael Huff          | Texas          |
| #8   | Buffalo Bills        | SS  | Dont Whitner          | Ohio State     |
| #9   | Detroit Lions        | LB  | Ernie Sims            | Florida State  |
| #10  | Arizona Cardinals    | QB  | Matt Leinart          | USC            |
| #11  | Denver Broncos       | QB  | Jay Cutler            | Vanderbilt     |
| #12  | Baltimore Ravens     | DT  | Haloti Ngata          | Oregon         |
| #13  | Cleveland Browns     | LB  | Kamerion Wimbley      | Florida State  |
| #14  | Philadelphia Eagles  | DT  | Brodrick Bunkley      | Florida State  |
| #15  | St. Louis Rams       | CB  | Tye Hill              | Clemson        |
| #16  | Miami Dolphins       | FS  | Jason Allen           | Tennessee      |
| #17  | Minnesota Vikings    | LB  | Chad Greenway         | Iowa           |
| #18  | Dallas Cowboys       | LB  | Bobby Carpenter       | Ohio State     |
| #19  | San Diego Chargers   | CB  | Antonio Cromartie     | Florida State  |
| #20  | Kansas City Chiefs   | DE  | Tamba Hali            | Penn State     |
| #21  | New England Patriots | RB  | Laurence Maroney      | Minnesota      |
| #22  | San Francisco 49ers  | LB  | Manny Lawson          | NC State       |
| #23  | Tampa Bay Buccaneers | OG  | Davin Joseph          | Oklahoma       |
| #24  | Cincinnati Bengals   | CB  | Johnathan Joseph      | USC            |
| #25  | Pittsburgh Steelers  | WR  | Santonio Holmes       | Ohio State     |
| #26  | Buffalo Bills        | DT  | John McCargo          | NC State       |
| #27  | Carolina Panthers    | RB  | DeAngelo Williams     | Memphis        |
| #28  | Jacksonville Jaguars | TE  | Marcedes Lewis        | UCLA           |
| #29  | New York Jets        | C   | Nick Mangold          | Ohio State     |
| #30  | Indianapolis Colts   | RB  | Joseph Addai          | LSU            |
| #31  | Seattle Seahawks     | CB  | Kelly Jennings        | Miami          |
| #32  | New York Giants      | DE  | Mathias Kiwanuka      | Boston College |